# Geschichte des Akkordeonbaus in Klingenthal
Die Geschichte des Akkordeonbaus in Klingenthal, einer Kleinstadt im Musikwinkel des sächsischen Vogtlandkreises, baut auf vorangegangenen Instrumentenbautraditionen auf. Die Tradition des Klingenthaler Musikinstrumentenbaues reicht bis in die Mitte des 17. Jahrhunderts zurück, als böhmische Exulanten, die im Zuge der Gegenreformation aus den Habsburger Gebieten zuwanderten, hier den Geigenbau einführten. Ab Anfang des 19. Jahrhunderts hielt der Harmonikabau in Klingenthal Einzug. Dadurch veränderte sich die ökonomische Struktur der Stadt zusehends. Der traditionelle Orchesterinstrumentenbau wurde weitgehend verdrängt, da viele Handwerker in den Harmonikabau wechselten. Klingenthal entwickelte sich schnell zum größten deutschen Harmonikazentrum und teilte sich mit Trossingen den deutschen Exportmarkt. Bis ins 20. Jahrhundert war der Harmonikabau in Klingenthal dominierend. Im Jahr 2004 produzierte die Firma Lieblingslied Records mit der Firma Kodex Media mit dem Regisseur George Lindt den Film Das Akkordeon – Die Geschichte und den Bau des Akkordeons, der auch als DVD erschien. In dem Film wird die weltweite Geschichte des Instrumentes verfolgt und im Anschluss der komplette handwerkliche Bau eines Instrumentes dargestellt.

## Schwarzmeisel und Langhammer
Bereits im Jahr 1823 erhielt der Klingenthaler Geigenbaumeister und Musikalienhändler Johann Georg Meisel, auch Schwarzmeisel genannt, von der Braunschweiger Messe eine der ersten Mundharmonikas. Damals war der Geigenbau in Klingenthal noch dominierend, doch auch der Holz- und Metallblasinstrumentenbau hatte schon Einzug gehalten. Meisel war als Händler weit in der Welt herumgekommen und hatte wohl dadurch einen Blick für Neuerungen. Er war einer der ersten, der, über die damals gebauten Modelle nach Stainer und Hopf, den italienischen Geigenmodellen den Durchbruch im Klingenthaler Raum ermöglichte.
Meisel war allerdings kein Fachmann in Sachen Metall, das er aber benötigte, um die Tonzungen zu fertigen. Da er sichergehen wollte, dass nur er das Instrument baute, wandte er sich nicht an die heimischen Metallblasinstrumentenbauer, sondern an den im böhmischen Graslitz wohnenden Gelbgießer Johann Langhammer, mit dem er befreundet war. Er bat ihn, die Tonzungen und Platten zu fertigen. Die Kanzellenhölzer wollte er als Geigenbauer selbst fertigen. Langhammer befasste sich allerdings nur sporadisch mit der Mundharmonika, da es für ihn Spielerei war. So blieben Hölzer und Platten jahrelang liegen, bis der sechzehnjährige Sohn Langhammers die Instrumente fertigstellte. Die Arbeit war erfolgreich, worauf Meisel Hölzer in größeren Mengen lieferte und die entsprechenden Mundharmoniken bestellte. Meisel übernahm den alleinigen Vertrieb mit seinem Sohn Christian Wilhelm.
Seit 1827 fertigte Langhammer Mundharmonikas in größeren Mengen. Aufgrund der Vollständigkeit der Geschäftsbücher Meisels seit 1789 lässt sich die Herstellung der Mundharmonikas gut zurückverfolgen. Die Transporte der Hölzer bzw. der fertigen Mundharmonikas liefen immer unter großer Geheimhaltung. 1834 lieferte Langhammer in einem Zeitraum von fünf Monaten 46 Dutzend Instrumente, darunter zehn Dutzend 24-tönige. Das entspricht einer Jahresproduktion von ca. 100 Dutzend Mundharmonikas.
Die Gemeinschaftsproduktion von Meisel und Langhammer kam zum Erliegen, als Sachsen 1833 an das preußische Zollgebiet angebunden wurde. Langhammer fertige nun für sich allein und Meisel bezog Mundharmonikas von mittlerweile entstandenen Klingenthaler Unternehmen. Er fertigte erst wieder Mitte des 19. Jahrhunderts Handharmonikas.

## Der Boom
Trotz der Geheimhaltung Meisels hielt 1829 die Mundharmonika Einzug in Klingenthal. Der Holzblasinstrumentenbauer Johann Wilhelm Rudolph Glier (* 1793, † 1873) erhielt in diesem Jahr vom Physikalischen Verein in Frankfurt am Main eine Mundharmonika zum Geschenk und baute kurz darauf die Instrumente nach. Dies war der Beginn des Harmonikabaus in Klingenthal. Glier vertrieb seine Instrumente bis nach Sankt Petersburg, wo er bereits vorher einen Zweigbetrieb für Holzblasinstrumente besaß.
Kurz darauf begannen sich andere Mundharmonikaunternehmen von Glier abzuspalten. Seine Söhne machten sich selbständig, andere Händler holten sich Glier-Arbeiter und fingen mit der Produktion von Mundharmonikas an. Mindestens 50 Betriebe gab es bereits zu dieser Zeit in Klingenthal. Nach kurzer Zeit war die Mundharmonika der Hauptartikel der Klingenthaler Produktion geworden und binnen 10 Jahren war die Stadt zum größten deutschen Harmonikazentrum geworden.

## Die Fertigung von Akkordeons
Im Jahr 1852 brachte der Tischler Adolph Herold Instrumente des Magdeburger Unternehmens Friedrich Geßner, welches seit 1845 Akkordeons baute, mit nach Klingenthal und baute sie in der Werkstätte seines Vaters nach. In einem Artikel des Vogtländischen Anzeigers vom 19. Juli 1860 heißt es über Klingenthal: „… daß jährlich hier und in der Umgebung 250.000 Dutzend Mundharmonikas verfertigt werden und als Durchschnittspreis für das Dutzend 1 Thlr. angesehen sei.“
Viele Mundharmonikaerzeuger aus dem Ort wurden dadurch angeregt, ebenfalls Handharmonikas zu bauen. Bereits 1862 gab es in Klingenthal und Umgebung 20 Fabriken mit 334 Arbeitern. Die Jahresproduktion belief sich damals auf 214.500 Stück (siehe „Vogtländischer Anzeiger“ vom 19. Juli 1860). Derartige Stückzahlen wurden später nicht einmal von der Fa. Hohner erreicht.
Einen wesentlichen Beitrag zur maschinellen Fertigung leistete der Schlosser Julius Berthold ab 1870. Er erfand und baute Maschinen, welche die Produktion von Stimmplatten und Akkordeons vereinfachten. Darunter waren Stanzen und Fräsen für Stimmzungen, Pressen für die Balgfertigung, Holzbearbeitungsmaschinen, Schneidemaschinen und viele weitere. 120 Stück Stimmplattenfräsmaschinen wurden in ganz Europa verkauft.
Klingenthal wurde in der zweiten Hälfte des 19. Jahrhunderts zu einem Weltzentrum der Harmonikaproduktion. Die älteren Zweige des Musikinstrumentengewerbes wurden dadurch weitgehend verdrängt.

## Bekannte Unternehmen
Bekannte Akkordeonhersteller waren damals: C. A. Seydel, J. C. Herold, Fritz Rockstroh & Sohn (Firotti), G. A. Dörfel, Dörfel-Steinfelser & Co., F. A. Böhm, Otto Weidrich, Karl Eschbach, Ernst Leiterd, F. A. Rauner A. G., Robert Mühlmann, Gebrüder Gündel, Gebrüder Ludwig seit 1844, C. W. Meisel senior (Schwarzmeisel) bis in die 1950er Jahre.
Einige Unternehmen schlossen sich nach dem Ersten Weltkrieg zu Aktiengesellschaften zusammen mit dem Ziel der Produktionsrationalisierung, der Erwirtschaftung höherer Gewinne und um dem Konkurrenzdruck besser standhalten zu können.
Einige der Betriebe wurden nach dem Zweiten Weltkrieg zum VEB Klingenthaler Harmonikawerke, Markenname Weltmeister, zusammengeschlossen. Ab 1981 war dieser Betrieb Teil des Kombinats Musikinstrumente. Das privatisierte Unternehmen meldete im Herbst 2023 Insolvenz an. Ende 2024 stellte die Firma wegen Liquiditätsschwierigkeiten den Betrieb ein.
Verbliebene Kleinstbetriebe:
- Harmonikabau Udo Schneeberg, Zwota, Familienunternehmen, Herstellung aller Arten von Harmonikas und Kinderakkordeons, Reparatur aller Handzuginstrumente
- Bandoneonbau Uwe Hartenhauer Klingenthal, Neubau von Bandoneons, Reparatur aller Handzuginstrumente.
- Bandonion & Conzertinafabrik Klingenthal GmbH, Neubau von Bandonions